# 莫仕揚家族
莫仕揚家族為早期香港一政商家族，祖籍珠海金鼎会同村，當時屬香山縣。

## 家族成員
- 莫仕揚（莫彥臣） - 太古洋行首任買辦、兩屆(1872、1878)東華三院主席[1]
  - 莫藻泉（名鎏章，字冠鋈，号藻泉） - 太古洋行買辦
    - 莫幹生 MBE（名应材，字履贤，号幹生） - 太古洋行買辦
      - 莫興崇
      - 莫慶淞 1926年起任民生書院校董,1966-1970任民生書院校監, 1976-77任民生書院校董會主席
        - 莫華高 為香港律師，曾任香港法官，曾任民生書院校董

      - 莫慶榮
        - 莫綺萍=陸孝儀
          - 陸恭蕙

      - 莫慶堯博士（1923年-2010年）
        - 莫華釗1984年出任東華主席
        - 長子莫華英眼科醫生
        - 四子莫華康骨科醫生

    - 莫應基 - （1908年－2001年）前香港交易所主席=雷淑英〔元配〕、莫何少貞〔二太太〕
      - 莫慶樟
      - 莫慶雄（香港賽馬會資深馬主）

    - 莫颖虞（一為莫詠虞）
    - 莫應溎（1901年－1997年） - 太古洋行律師，香港《基本法》起草委員會委員
      - 莫庆廉
      - 莫慶義 - 醫生
        - 莫華彤
        - 莫華倫 - 男高音歌唱家
          - 莫禮剛

## 早期物業
- 棲霞仙館
- 寶雲山莊持有
- 中環新華銀行大厦持有
- 干德道四十一號（現發展成聯邦花園）[2]